# علوم اربعه
کوادریویم (به انگلیسی: Quadrivium) بخش دوم علوم سبعه رایج در قرون‌وسطی است که بعد از تریوییم قرار داشته و شامل حساب، موسیقی، هندسه و هیئت (اخترشناسی) است.